# ルーズリーフ (漫画)
『ルーズリーフ』は「りぼん」（集英社）2006年4月号から10月号に連載された持田あきの漫画である。

## あらすじ
内気なゆきは中学で友達100人を目指し、胸いっぱいの期待をしてきた。
そこでゆきは自分と同じ名前の男の子、雪に出会う。
雪は緊張して上手く喋れないゆきに対し、ルーズリーフで筆談してくれた。
ゆきの楽しい日々は続く……新しい友達…小さな恋…。

## 登場人物
杏野 ゆき（あんの ゆき）
本作の主人公。中学1年生。ドが付くほどの人見知り。小学校時代は男子はおろか慈雨以外の女子ともろくに話せなかった。中学では友達100人つくる決意をし、人見知りに克服に挑む。雪の計らいで、サッカー部のマネージャーになる。いざという時は大胆な行動を見せる。料理が得意であり、サッカー部に差し入れをしている。本誌のミニコーナーでは、将来の夢は板前になることを宣言しており、周りを驚かせていた。同性の友達やサッカー部の先輩からは「ゆきんこ」という愛称で親しまれている。
後に歩の助言で、雪が好きなことに気付く。後に雪と付き合う。
佐伯 雪（さえき ゆき）
慈雨のいとこ。サッカー部所属。明るい少年。一久や歩とは同じ小学校出身。ゆきのことが好き。髪を染めているせいか、先生に目を付けられてしまう。三人暮らしだったが家計が苦しく、両親は雪が小２の時に蒸発してしまい、それ以来伯父夫婦にお世話になっているが、疎外感を持っており、そのせいでどこか暗い影ももっている。将来の夢はビッグになること。
椎名 慈雨（しいな じう）
ゆきの親友で、雪のいとこ。ボーイッシュな少女。バスケ部所属。ゆきと雪の良き理解者。ゆきが雪と出会って変わったことを一番実感している。後に自ら告白をし、一久と付き合う。将来の夢は警察官。家族はみな阪神ファンであり、阪神が勝った日は外でお祝いをする習慣がある。
小岩井 一久（こいわい いちひさ）
雪の親友。自称おちゃメンズのお調子者。サッカー部所属。ムードメーカーかつ一見おちゃらけているが、雪の家の事情を理解しているなど、友達思いの心優しい少年。実家はお好み焼き屋であり、将来も継ぐ予定。
三矢 歩（みつや あゆみ）
雪の親友。サッカー部所属。ポーカーフェイスのクールで口数は少ないが、後半にて笑いを堪えたりとボロが出ている。周りをちゃんと見ていて、ゆきが雪を好きなことを本人より早く気付き助言した。ゆきが好きで告白したが、ゆきは雪のことを好きだと自覚し、振られる。後に「杏野、俺にくれよ」と雪を挑発し、結果的に雪とゆきをくっつけた。

## 単行本
集英社りぼんマスコットコミックスで2006年11月発売。